# Facundo Farías
Facundo Hernán Farías (ur. 28 sierpnia 2002 w Santa Fe) – argentyński piłkarz występujący na pozycji ofensywnego pomocnika, od 2023 roku zawodnik amerykańskiego Interu Miami.